# Paller del Mas Sala
El Paller del Mas Sala és una obra de Cornellà del Terri (Pla de l'Estany) inclosa a l'Inventari del Patrimoni Arquitectònic de Catalunya.

## Descripció
Construcció rural de planta rectangular i coberta de teula àrab a dues vessants, amb estructura de cairats i cavalls senzills de fusta suportats per parets portants i pilars de maçoneria. El bigam de la coberta és de tirada doble amb gran jàssera central.
L'espai interior es divideix en dues parts, un primer espai al que s'hi accedeix directament a través de les dues grans portes exteriors i una part posterior molt més tancada.

## Història
Edifici utilitzat normalment per emmagatzemar el farratge i la palla. Fou concebut com un element autònom respecte al mas i ben ventilat.